# Medalha Ritter von Spix

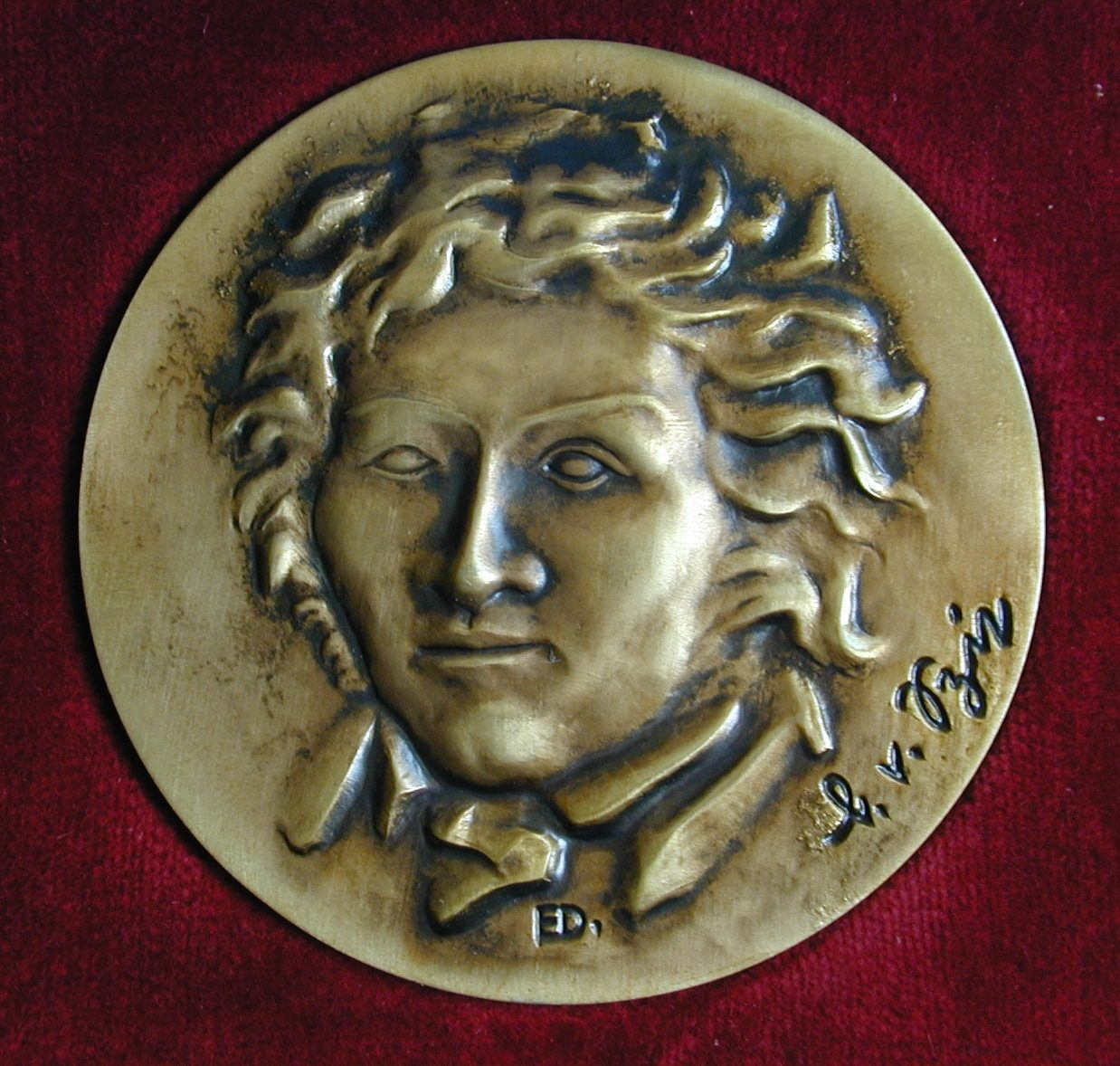
Medalha Ritter von Spix

A Medalha Ritter von Spix (em alemão:  Ritter-von-Spix-Medaille) é concedida desde o aniversário de 200 anos de nascimento de Johann Baptist Ritter von Spix, isto é, desde 1981. Os associados da Zoologische Staatssammlung München homenageiam assim personalidades que prestaram serviços notáveis à Zoologische Staatssammlung München ou à zoologia em geral. A maioria dos detentores da Medalha Ritter von Spix doou uma valiosa coleção zoológica para a Zoologische Staatssammlung München.

## Recipientes
- Hermann Kahmann (1981)
- Mühlhäusser (1981)
- Artur Roll (1981)
- Rolf Hinz (1983)
- Burchard Alberti (1986)
- Lars Brundin (1986)
- Peter Chlupaty (1986)
- Hans Mendl (1986)
- Georg Necker (1990)
- Karl Wellschmied (1990, posthum)
- Hans-Jürgen Bremer (1991)
- Rupprecht Bender (1991)
- Maximilian Schwarz (1991)
- Helmut Fürsch (1992)
- Stefan Kager (1992)
- Walter Huber (1993)
- Dieter Soltmann (1993)
- Manfred Kraus (1994)
- Karl Spornraft (1994)
- Walter Steinhausen (1994)
- Eberhard Plassmann (1995)
- Elisabeth Hintelmann (1996)
- Rudolf Bauer (1997)
- Peter Brandl (1997)
- Robert Frieser (1998)
- Gottfried Behounek (1998)
- Winfried Engl (1999)
- Gerd von Rosen (1999)
- Ulf Eitschberger (2000)
- Claude Herbulot (2001)
- Thomas J. Witt (2001)
- Heinz Politzar (2003)
- Karl-Heinz Fuchs (2003)
- Zoltán Varga (2008)
- Lutz W. R. Kobes (2010)
- Axel Alf (2011)
- Philippe Darge (2013)
- Theo Grünewald (2014)
- Georg Derra (2017)[2]